# Серткаси
Сертка́си (рос. Серткасы, чув. Çурткасси) — присілок у складі Красноармійського району Чувашії, Росія. Входить до складу Яншихово-Челлинського сільського поселення.
Населення — 22 особи (2010; 38 у 2002).
Національний склад:
- чуваші — 97 %